# 塩川正和
塩川 正和（しおかわ まさかず、1989年8月11日 - ）は、日本のピアニスト。福岡県出身。

## 概要
3歳よりピアノを、8歳よりヴァイオリンをはじめる。福岡第一高等学校音楽科へピアノ専攻として入学。
在学中に北九州芸術祭クラシックコンクールにて大賞を受賞し、フランスのボルドーにてユーロ・ニッポンミュージックフェスティバルに招待演奏者として参加している。
高校を卒業後に渡仏しパリ17区にあるエコールノルマル音楽院に授業料免除で入学、ブルーノ・リグットに師事する。音楽高等教育課程、音楽高等演奏課程、それぞれのディプロマを得て卒業。パリ在住時にはピアニストのフジ子・ヘミングと交流があったという。
ラヴェルやドビュッシーなど、フランス作曲家の作品を中心に取り上げて演奏することが多い。ピアノのソロ演奏に限らず、アンサンブルなども幅広く行なっている。

## ディスコグラフィ
クラリネットソナタ 第1番・第2番（荒木健志郎 作曲）
- 東京国際芸術協会